# ジョージ・フィッツジェラルド

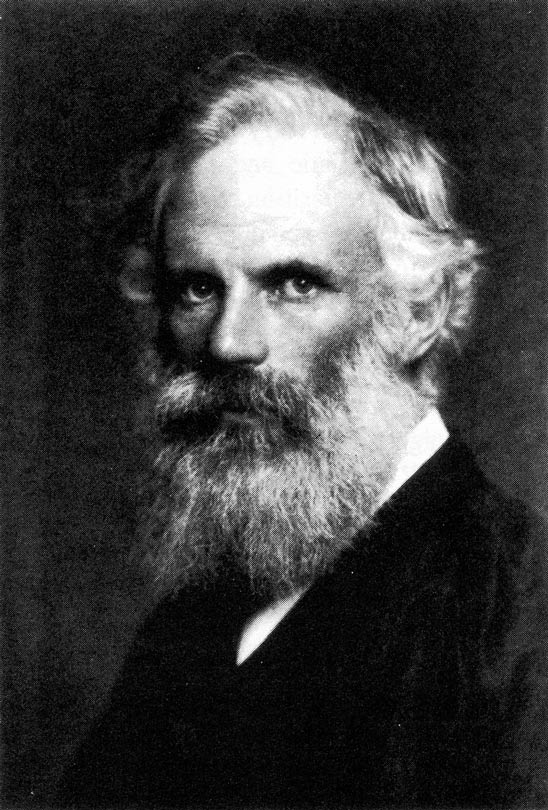
ジョージ・フィッツジェラルド

ジョージ・フランシス・フィッツジェラルド（George Francis FitzGerald / Fitzgerald、1851年8月3日 – 1901年2月21日）は、アイルランド（当時イギリス領）の物理学者。

## 生涯
専門は電磁気学で、周波数の大きい交流電流が電磁波を放射することをヘルツの実験に先駆けてマクスウェルの方程式から理論的に予言したり、ローレンツとともに光の反射・屈折の理論を同じくマクスウェルの方程式から導くなど、電磁気学の理論面での完成に貢献した。
しかしながらフィッツジェラルドの名前は、マイケルソン・モーリーの実験の否定的な結果を説明すべくローレンツと独立に導入したフィッツジェラルド‐ローレンツ収縮仮説（1889年）で広く知られている。これは厳密には正しくなかったが、後にアインシュタインの特殊相対性理論において異なる解釈を与えられ、彼は相対論の先駆者の一人とみなされることとなった。
このほか、彗星の尾はなぜ太陽と反対側に伸びるのかという問題に対して、尾は小さな粒子からなり太陽からの光の圧力を受けるとする説により初めて説明を与えた。
また、初めて「電子」(英: "electron") という言葉を用いた物理学者ストーニーの甥にあたる。

## 年表
- 1851年 - アイルランドのダブリンに生まれる。
- 1867年 - ダブリンのトリニティ・カレッジに入学。（1871年卒業）
- 1877年 - トリニティ・カレッジのフェロー（研究員）になる。
- 1881年 - トリニティ・カレッジの自然哲学と実験哲学のエラズマス・スミス教授に就任。
- 1883年 - 高周波の交流電流が電磁波を放射することを理論的に予言。王立協会フェロー選出。
- 1888年 - ヘルツが電磁波の観測に成功。
- 1889年 - 「サイエンス」に『エーテルと地球大気』と題する論文を発表。この中で現在フィッツジェラルド‐ローレンツ収縮と呼ばれる仮説を提案。ロイヤル・メダル受賞。
- 1901年 - ダブリンで死去。
- 1905年 - アインシュタインが特殊相対性理論を発表。

## 生涯と業績
フィッツジェラルドは1851年、当時イギリスの植民地だったアイルランドのダブリンに生まれた。家庭で教育を受けたほか、ブールの妹から個人指導も受けた。16歳でダブリンのトリニティ・カレッジに入学し、卒業後も数理物理学の研究を続け、そのままフェローを経て教授となった。
古典物理学がほとんど完成に近づいていた当時、波動である光は何らかの媒質を伝わると考えられていた。「エーテル」と名づけられていたその仮想物質は、光が真空を伝わることからあらゆる空間に充満しているはずだった。1881年、マイケルソンとモーリーは共同で地球がエーテルに対してどのように運動しているのかを検出するための実験を行った。互いに直角な二方向で光速度を測定したが、エーテルに対する地球の速度の影響は検出されなかった。
この実験結果を受けてフィッツジェラルドは1889年、帯電物体が電磁場中を移動するとき電気力が変化することから類推し、物体がエーテル中を移動するとき分子間力が変化してその物体が変形するのではないかと推測した。そして、それによって高速で移動する物体は移動方向に長さが縮み、光速度の変化が見た目上は現れないのではないかという仮説を立てた。彼は移動速度が物体の物理的な大きさにどう影響するかを表す式も提出した。これは当初あまり注目されなかったが、1895年にローレンツが同様の仮説を発表し広く知られるようになった。
1901年にフィッツジェラルドが死去した4年後、アインシュタインは特殊相対性理論を発表した。その中でフィッツジェラルド‐ローレンツ収縮は、物体の変形ではなく空間そのものの収縮という新しい意味を与えられた。